# Кубок Сінгапуру з футболу 2018
Кубок Сінгапуру з футболу 2018 — 20-й розіграш кубкового футбольного турніру у Сінгапурі. Титул володаря кубка вчетверте поспіль здобув Альбірекс Ніїгата Сінгапур.

## Календар
| Раунд               | Дата                       | Матчі | Клуби |
| ------------------- | -------------------------- | ----- | ----- |
| 1/4 фіналу          | 27 липня - 19 вересня 2018 | 8     | 8 → 4 |
| 1/2 фіналу          | 26 вересня/3 жовтня 2018   | 4     | 4 → 2 |
| Матч за третє місце | 6 жовтня 2018              | 1     |       |
| Фінал               | 6 жовтня 2018              | 1     | 2 → 1 |

## 1/4 фіналу
| Команда 1                 | Заг. | Команда 2                  | 1-й матч | 2-й матч |
| ------------------------- | ---- | -------------------------- | -------- | -------- |
| 27 липня/19 вересня 2018  |      |                            |          |          |
| Хоум Юнайтед              | 4:3  | Тампінс Роверс             | 1:2      | 3:1      |
| 23 серпня/19 вересня 2018 |      |                            |          |          |
| Бруней ДПММ               | 5:2  | Ворріорс                   | 2:2      | 3:0      |
| 29 серпня/1 вересня 2018  |      |                            |          |          |
| Гейланг Інтернешнел       | 0:1  | Балестьєр Халса            | 0:0      | 0:1      |
| Хеган Юнайтед             | 0:3  | Альбірекс Ніїгата Сінгапур | 0:1      | 0:2      |

## 1/2 фіналу
| Команда 1                  | Заг. | Команда 2       | 1-й матч | 2-й матч |
| -------------------------- | ---- | --------------- | -------- | -------- |
| 26 вересня/3 жовтня 2018   |      |                 |          |          |
| Альбірекс Ніїгата Сінгапур | 4:2  | Хоум Юнайтед    | 3:2      | 1:0      |
| Бруней ДПММ                | 4:2  | Балестьєр Халса | 2:0      | 2:2      |

## Матч за третє місце
| 6 жовтня 2018 12:00 (EEST) |

| Хоум Юнайтед                      | 2:2 дч   | Балестьєр Халса                |
| --------------------------------- | -------- | ------------------------------ |
| Абдул Хамед 73' Чернак 90' (пен.) | Протокол | Халім 26' (пен.) Ліндербум 37' |

| Джалан Бесар, Каланг Арбітр: Джансен Фоо |

|  |     | Пенальті |
|  | 4:5 |          |

## Фінал
| 6 жовтня 2018 15:00 (EEST) |

| Альбірекс Ніїгата Сінгапур              | 4:1      | Бруней ДПММ    |
| --------------------------------------- | -------- | -------------- |
| Мурофуші 10', 64' Сванді 33' Камата 72' | Протокол | Алі Рахман 87' |

| Джалан Бесар, Каланг Арбітр: Натан Чан |